# Carlos Wally
Carlos Alberto Wally Figuaro – portorykański zapaśnik walczący w stylu klasycznym. Brązowy medalista mistrzostw panamerykańskich w 2013 roku.